# Åseral
Åseral es un municipio en la provincia de Agder, Noruega. El centro administrativo es la villa de Kyrkjebygda.
La parroquia de Bjelland fue dividida en 1838 en dos distritos. Ello se debió a que la parte principal de Bjelland correspondía al condado de Vest-Agder, mientras que el anexo Aaseral correspondía al condado de Aust-Agder. Åseral fue transferida del condado de  Aust-Agder al condado de Vest-Agder en 1880.
Es un municipio que no posee costa sobre el mar. Limita con el condado de Aust-Agder por el este y norte. Por el sur limita con el municipio de  Audnedal, por el sureste con el de Hægebostad, y por el oeste con Kvinesdal.

## Información general

### Nombre
En nórdico antiguo el nombre es Ásaráll. La primera parte de la palabra probablemente sea el genitivo de áss, que significa "cadena de montañas".  La última parte, áll significa "cinta extensa", probablemente en referencia al largo y angosto lago Øre.

### Escudo
El escudo fue creado en 1989. El escudo es una herradura (que representa la agricultura, la explotación forestal, y la buena suerte).

## Atracciones
Åseral es un destino turístico popular, posee tres centros de esquí: Bortelid, Ljosland, y Eikerapen. En Eikerapen también se organiza el festival anual de Eikerapen Roots, un festival musical internacional que convoca a miles de personas de toda Europa.